# 第33回ゴールデンラズベリー賞
第33回ゴールデンラズベリー賞は、2012年で最低の映画に贈る映画賞である。ノミネートは2013年1月8日に発表され、2月23日に授賞式が行われた。

## ノミネートと受賞
| 受賞 |

| 部門 | ノミネートと受賞 |
| --- | ---------------- |
| 最低作品賞 |                  |
| 『トワイライト・サーガ/ブレイキング・ドーン Part2』                                                                                               |                  |
| 『バトルシップ』 |                  |
| The Oogieloves in the Big Balloon Adventure |                  |
| 『俺のムスコ』 |                  |
| 『ジャックはしゃべれま1,000』 |                  |
| 最低主演男優賞 |                  |
| アダム・サンドラー - 『俺のムスコ』 |                  |
| ニコラス・ケイジ - 『ゴーストライダー2』、『ハングリー・ラビット』                                                                                |                  |
| エディ・マーフィ - 『ジャックはしゃべれま1,000』                                                                                                  |                  |
| ロバート・パティンソン - 『トワイライト・サーガ/ブレイキング・ドーン Part2』                                                                      |                  |
| タイラー・ペリー - 『バーニング・クロス』、Good Deeds                                                                                             |                  |
| 最低主演女優賞 |                  |
| クリステン・スチュワート - 『スノーホワイト』、『トワイライト・サーガ/ブレイキング・ドーン Part2』                                                |                  |
| キャサリン・ハイグル - 『ラブ&マネー』 |                  |
| ミラ・ジョヴォヴィッチ - 『バイオハザードV リトリビューション』                                                                                   |                  |
| タイラー・ペリー - 『マディアおばさんのドタバタNY事件簿』                                                                                         |                  |
| バーブラ・ストライサンド - 『人生はノー・リターン 〜僕とオカン、涙の3000マイル〜』                                                                |                  |
| 最低助演男優賞 |                  |
| テイラー・ロートナー - 『トワイライト・サーガ/ブレイキング・ドーン Part2』                                                                        |                  |
| デビッド・ハッセルホフ（本人役） - 『ピラニア リターンズ』                                                                                        |                  |
| リーアム・ニーソン - 『バトルシップ』、『タイタンの逆襲』                                                                                         |                  |
| ニック・スウォードソン - 『俺のムスコ』 |                  |
| ヴァニラ・アイス（本人役） - 『俺のムスコ』 |                  |
| 最低助演女優賞 |                  |
| リアーナ - 『バトルシップ』 |                  |
| ジェシカ・ビール - 『スマイル、アゲイン』、『トータル・リコール』                                                                                 |                  |
| ブルックリン・デッカー - 『バトルシップ』、『恋愛だけじゃダメかしら?』                                                                            |                  |
| アシュリー・グリーン - 『トワイライト・サーガ/ブレイキング・ドーン Part2』                                                                        |                  |
| ジェニファー・ロペス - 『恋愛だけじゃダメかしら?』                                                                                                |                  |
| 最低スクリーンカップル賞 |                  |
| マッケンジー・フォイ&テイラー・ロートナー - 『トワイライト・サーガ/ブレイキング・ドーン Part2』                                                   |                  |
| 『Jersey Shore』のキャスト2人 - 『新・三バカ大将 ザ・ムービー』                                                                                   |                  |
| ロバート・パティンソン&クリステン・スチュワート - 『トワイライト・サーガ/ブレイキング・ドーン Part2』                                             |                  |
| タイラー・ペリー&彼の女装 - 『マディアおばさんのドタバタNY事件簿』                                                                                |                  |
| アダム・サンドラー&レイトン・ミースター、アンディ・サムバーグ、スーザン・サランドンのいずれか - 『俺のムスコ』                                    |                  |
| 最低前日譚・リメイク・盗作・続編賞 |                  |
| 『トワイライト・サーガ/ブレイキング・ドーン Part2』                                                                                               |                  |
| 『ゴーストライダー2』 |                  |
| 『マディアおばさんのドタバタNY事件簿』 |                  |
| 『ピラニア リターンズ』 |                  |
| 『レッド・ドーン』 |                  |
| 最低監督賞 |                  |
| ビル・コンドン - 『トワイライト・サーガ/ブレイキング・ドーン Part2』                                                                              |                  |
| ショーン・アンダース - 『俺のムスコ』 |                  |
| ピーター・バーグ - 『バトルシップ』 |                  |
| タイラー・ペリー - Good Deeds、『マディアおばさんのドタバタNY事件簿』                                                                             |                  |
| ジョン・パッチ - Atlas Shrugged: Part II |                  |
| 最低脚本賞 |                  |
| 『俺のムスコ』（脚本：デヴィッド・キャスパー） |                  |
| Atlas Shrugged: Part II （脚本：デューク・サンドファー、ブライアン・パトリック・オトゥール、ダンカン・スコット、原作：アイン・ランドの小説）      |                  |
| 『バトルシップ』（脚本：ジョン・ホーバー、エリック・ホーバー、原作：ハズブロのボードゲーム）                                                      |                  |
| 『ジャックはしゃべれま1,000』（脚本: スティーヴ・コレン）                                                                                         |                  |
| 『トワイライト・サーガ/ブレイキング・ドーン Part2』（脚本：メリッサ・ローゼンバーグ、ステファニー・メイヤー、原作：ステファニー・メイヤーの小説） |                  |
| 最低スクリーンアンサンブル賞 |                  |
| 『トワイライト・サーガ/ブレイキング・ドーン Part2』のキャスト                                                                                     |                  |
| 『バトルシップ』のキャスト |                  |
| 『マディアおばさんのドタバタNY事件簿』のキャスト                                                                                                  |                  |
| The Oogieloves in the Big Balloon Adventure のキャスト                                                                                            |                  |
| 『俺のムスコ』のキャスト |                  |

## ノミネート数統計
- 『トワイライト・サーガ/ブレイキング・ドーン Part2』 - 11
- 『俺のムスコ』 - 8
- 『バトルシップ』 - 7
- 『マディアおばさんのドタバタNY事件簿』 - 5
- 『ジャックはしゃべれま1,000』 - 3
- Atlas Shrugged: Part II、『ゴーストライダー2』、Good Deeds、The Oogieloves in the Big Balloon Adventure、『ピラニア リターンズ』、『恋愛だけじゃダメかしら?』 - 2
- 『バーニング・クロス』、『人生はノー・リターン 〜僕とオカン、涙の3000マイル〜』、『ラブ&マネー』、『スマイル、アゲイン』、Red Dawn、『バイオハザードV リトリビューション』、『ハングリー・ラビット』、『スノーホワイト』、『新・三バカ大将 ザ・ムービー』、『トータル・リコール』 - 1